# Водниково
Во́дниково (каз. Водниково, до 199? — Водников) — упразднённое село в Атырауской области Казахстана. Находился в подчинении городской администрации Атырау. Входило в состав Балыкшинской поселковой администрации. Упразднено в 2018 г. Код КАТО — 231037300.

## Население
В 1999 году население села составляло 450 человек (220 мужчин и 230 женщин). По данным переписи 2009 года, в селе проживало 629 человек (298 мужчин и 331 женщина).